# Kaiser-Wilhelm-II.-Land
Koordinaten: 67° 5′ S, 90° 5′ O

Kaiser Wilhelm II Land als Distrikt des Australischen Antarktisterritoriums

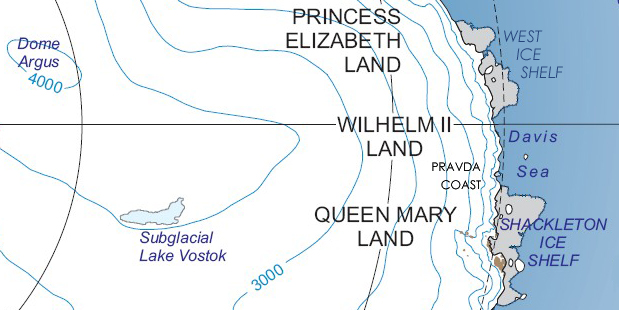
Kaiser-Wilhelm-II.-Land

Kaiser-Wilhelm-II.-Land ist ein Sektor des Kontinents Antarktika zwischen den geographischen Koordinaten 87° 43′ Ost und 91° 54′ Ost und somit zwischen Kap Penck und Kap Filchner. Das Gebiet wird heute als Teil des Australischen Antarktis-Territoriums von Australien beansprucht. Es wurde durch die deutsche Polarexpedition unter Leitung des Wissenschaftlers Erich von Drygalski am 22. Februar 1902 entdeckt und nach dem deutschen Kaiser Wilhelm II. benannt, der die Expedition mit 1,2 Millionen Mark finanzierte. Der Küstenabschnitt heißt Kaiser-Wilhelm-II.-Küste, englisch Wilhelm II Coast.
Im Süden der Bucht, wo die Expedition Drygalskis bis zum 8. Februar 1903 lagerte, befindet sich der 371 Meter hohe Gaußberg, ein erloschener Vulkan.